# Lennart van Lierop
Lennart van Lierop (20 mei 1994) is een Nederlands roeier, die bij de Europese Kampioenschappen in Bled kampioen werd in de skiff. In 2023 werd Van Lierop wereldkampioen in de dubbelvier. In 2024 won hij bij de Olympische Spelen in Parijs goud in de dubbelvier.

## Levensloop
Aanvankelijk startte Van Lierop als lichte roeier. Zo zat hij in 2014 in de lichte acht die op de Wereldkampioenschappen op de Bosbaan in Amsterdam net buiten de medailles viel. Nadat hij in 2017 Nederlands kampioen in de lichte skiff was geworden maakte hij de overstap naar het zware roeien en werd hij in 2021 wederom Nederlands kampioen, nu in de zware skiff. In 2022 maakte Van Lierop deel uit van de acht die bij de WK in het Tsjechische Račice de zilveren medaille behaalde.
Bij de Europese Kampioenschappen in 2023 in Bled wist Van Lierop, die eigenlijk als reserve voor de dubbelvier en de dubbeltwee aanwezig was, de finale van de skiff te bereiken. In een sterk veld met onder meer de regerend olympisch kampioen Stefanos Ntouskos en wereldkampioen Oliver Zeidler wist Van Lierop verrassend het goud te behalen.
Enkele maanden na de Europese Kampioenschappen van 2023 in Bled nam Van Lierop in de dubbelvier de plaats in van Simon van Dorp, die in de skiff werd geplaatst. In deze nieuwe formatie, met Koen Metsemakers, Tone Wieten en Finn Florijn, won Van Lierop met de dubbelvier olympisch goud op de Olympische Spelen in Parijs. De ploeg pakte direct na de start een kleine voorsprong en wist die op de finish uit te bouwen tot een bootlengte verschil.
Van Lierop is lid van de Amsterdamse studentenroeivereniging Skøll. Op 6 oktober 2024 is van Lierop erelid geworden van rv De Delftsche Sport, waar hij begon met roeien in zijn jeugd.

## Resultaten

### Olympische Zomerspelen
| Jaar | Plaats | Resultaten       |
| ---- | ------ | ---------------- |
| 2024 | Parijs | in de dubbelvier |

### Wereldkampioenschappen
| Jaar | Plaats    | Resultaten           |
| ---- | --------- | -------------------- |
| 2014 | Amsterdam | 4e in de lichte acht |
| 2022 | Račice    | in de acht           |
| 2023 | Belgrado  | in de dubbelvier     |

### Europese kampioenschappen
| Jaar | Plaats  | Resultaten  |
| ---- | ------- | ----------- |
| 2022 | München | in de acht  |
| 2023 | Bled    | in de skiff |
| 2025 | Plovdiv | in de acht  |